# Park Krajobrazowy Grzęda
Park Krajobrazowy Grzęda (ukr.: Лісовий заказник "Гряда") – obszar chroniony na Ukrainie, w rejonie żółkiewskim, obejmuje rezerwat leśny o powierzchni 1149 ha porośnięty lasami bukowymi i bukowo-sosnowymi. Z roślin zielnych występują tu m.in. barwinek pospolity i miodunka lekarska.